# جایزه بزرگ بحرین ۲۰۱۹
جایزه بزرگ بحرین ۲۰۱۹ (انگلیسی: ‎2019 Bahrain Grand Prix‎)، که به‌طور رسمی با نام جایزه بزرگ بحرین گلف ایر ۲۰۱۹ فرمول یک شناخته می‌شود، یک مسابقهٔ موتوری در رشتهٔ اتومبیل‌رانی فرمول یک بود که در تاریخ ۳۱ مارس ۲۰۱۹ در پیست بین‌المللی بحرین واقع در صخیر، بحرین برگزار شد. این مسابقه دومین مسابقه از مسابقات فرمول یک فصل ۲۰۱۹ بود به‌عنوان پانزدهمین برگزاری جایزه بزرگ بحرین به‌عنوان یکی از راندهای مسابقات قهرمانی جهان فرمول یک به ثبت رسید.

## پیشینه

### رده‌بندی قهرمانی پیش از مسابقه
پیش از فرارسیدن این گراند پری، والتری بوتاس با اختلاف ۸ امتیاز با هم‌تیمی خود، لوئیس همیلتون، در ردهٔ نخست قهرمانی قرار داشت. تیم مرسدس نیز با اختلاف ۲۲ امتیاز با فراری در جایگاه اول رده‌بندی قهرمانی سازندگان قرار داشت و پس از آن نیز تیم فراری قرار گرفته‌بود.

### شرکت‌کنندگان
تیم‌ها و رانندگان وارد شده به این مسابقه دقیقاً همانند مسابقهٔ پیشین بودند و هیچ رانندهٔ جایگزینی برای تمرین یا مسابقه در نظر گرفته نشد.

### دی‌آراس
پیش از مسابقه، اعلام شد که علاوه بر مناطق دی‌آراس بین پیچ ۱۵ و ۱، و بین پیچ ۱۰ و ۱۱، یک منطقهٔ اضافه برای استفاده از سامانه کاهش پسار (DRS) بین پیچ ۳ و ۴ به پیست افزوده می‌شود. انتظار می‌رفت که این تغییر باعث افزایش سبقت‌گیری‌ها و انجام پیت استاپ‌های بیشتر در طول مسابقه شود.

## تمرین آزاد
در نخستین مرحلهٔ تمرین حادثهٔ مهمی اتفاق نیفتاد و فراری توانست با کسب مقام اول توسط شارل لکلرک و مقام دوم توسط سباستین فتل، جایگاه‌های اول و دوم را از آن خود کند. همچنین زمان ثبت‌شده توسط لکلرک نزدیک به یک ثانیه سریع‌تر از سریع‌ترین سازندهٔ بعد از فراری بود. مراحل دوم و سوم تمرین نیز با کسب آسان مقام‌های اول و دوم توسط فراری به پایان رسید؛ اگرچه تنها در مرحلهٔ دوم برعکس مراحل اول و سوم فتل بجای لکلرک در جایگاه نخست قرار گرفت.

## تعیین خط
شارل لکلرک نخستین پول پوزیشن در دوران حرفه‌ای خود در فرمول یک را در آخر هفتهٔ جایزه بزرگ بحرین ۲۰۱۹ کسب کرد و هم‌تیمی او در فراری، سباستین فتل نیز با اختلاف ۰٫۳ ثانیه در جایگاه دوم در صف شروع مسابقه قرار گرفت. پس از آنکه فراری در مراحل تمرین آزاد نسبت به مرسدس عملکرد بهتری را ارائه کرد، مرسدس موفق شد تا در مرحلهٔ تعیین خط شنبه فاصلهٔ خود با تیم ایتالیایی را کمتر کند، اما با این حال باز هم برای مسابقهٔ روز یکشنبه ردیف دوم را از آن خود کرد و لوئیس همیلتون و والتری بوتاس به‌ترتیب در جایگاه‌های سوم و چهارم در صف شروع مسابقه قرار گرفتند. مکس فرستاپن با اختلاف زمانی ۰٫۵ ثانیه از والتری بوتاس، جایگاه پنجم را کسب کرد، و کوین مگنوسن نیز با اختلاف ۰٫۰۰۵ ثانیه پس از رانندهٔ هلندی در صف شروع قرار گرفت. پس از او نیز کارلوس ساینز در جایگاه هفتم و بالاتر از دیگر رانندهٔ هاس یعنی رومن گروژان با مقام هشتم جای گرفت و سپس کیمی رایکونن در یک رده بالاتر از لاندو نوریس با خودروی مک‌لارن، در جایگاه نهم صف شروع مسابقه قرار گرفت.
پیر گسلی که دوباره با رد بول در بحرین از مرحله سوم تعیین خط بازمانده‌بود، پس از دنیل ریکاردو با مقام یازدهم و الکساندر آلبون با مقام دوازدهم، جایگاه سیزدهم را از آن خود کرد. سرجیو پرز با ثبت زمانی که ۰٫۳ ثانیه سریع‌تر از دانیل کویات با خودروی تورو روسو بود، در یک رده بالاتر از او و در ردهٔ چهاردهم جای گرفت.
نیکو هولکنبرگ با خودروی رنوی خود خروج شوکه‌کننده‌ای را در در مرحلهٔ اول تعیین خط تجربه کرد و با قرار گرفتن در یک رده پایین‌تر از آنتونیو جوویناتزی با مقام شانزدهم، و یک رده بالاتر از لانس استرول با مقام هجدهم، موفق شد جایگاه هفدهم را برای شروع مسابقه از آن خود کند. تیم ویلیامز باری دیگر در انتهای صف شروع قرار گرفت؛ جورج راسل با فاصلهٔ ۱٫۵ ثانیه‌ای با استرول مرحلهٔ تعیین خط را به پایان رساند، و رابرت کوبیکا نیز در ردهٔ آخر، زمان ۱:۳۱٫۷۹۹ را در مقایسه با سریع‌ترین زمان برابر با ۱:۲۸٫۴۹۵ به ثبت رساند.

### رده‌بندی تعیین خط
| جایگاه              | شماره. | راننده            | سازنده                       | زمان      | زمان      | زمان      | نوبت نهایی |
| جایگاه              | شماره. | راننده            | سازنده                       | مرحله اول | مرحله دوم | مرحله سوم | نوبت نهایی |
| ------------------- | ------ | ----------------- | ---------------------------- | --------- | --------- | --------- | ---------- |
| ۱                   | ۱۶     | شارل لکلرک        | فراری                        | ۱:۲۸٫۴۹۵  | ۱:۲۸٫۰۴۶  | ۱:۲۷٫۸۶۶  | ۱          |
| ۲                   | ۵      | سباستین فتل       | فراری                        | ۱:۲۸٫۷۳۳  | ۱:۲۸٫۳۵۶  | ۱:۲۸٫۱۶۰  | ۲          |
| ۳                   | ۴۴     | لوئیس همیلتون     | مرسدس                        | ۱:۲۹٫۲۶۲  | ۱:۲۸٫۵۷۸  | ۱:۲۸٫۱۹۰  | ۳          |
| ۴                   | ۷۷     | والتری بوتاس      | مرسدس                        | ۱:۲۹٫۴۹۸  | ۱:۲۸٫۸۳۰  | ۱:۲۸٫۲۵۶  | ۴          |
| ۵                   | ۳۳     | مکس فرستاپن       | رد بول ریسینگ-هوندا          | ۱:۲۹٫۵۷۹  | ۱:۲۹٫۱۰۹  | ۱:۲۸٫۷۵۲  | ۵          |
| ۶                   | ۲۰     | کوین مگنوسن       | هاس-فراری                    | ۱:۲۹٫۵۳۲  | ۱:۲۹٫۰۱۷  | ۱:۲۸٫۷۵۷  | ۶          |
| ۷                   | ۵۵     | کارلوس ساینز      | مک‌لارن-رنو                   | ۱:۲۹٫۵۲۸  | ۱:۲۹٫۰۵۵  | ۱:۲۸٫۸۱۳  | ۷          |
| ۸                   | ۸      | رومن گروژان       | هاس-فراری                    | ۱:۲۹٫۶۸۸  | ۱:۲۹٫۲۴۹  | ۱:۲۹٫۰۱۵  | ۱۱۱        |
| ۹                   | ۷      | کیمی رایکونن      | آلفا رومئو ریسینگ-فراری      | ۱:۲۹٫۹۵۹  | ۱:۲۹٫۴۷۱  | ۱:۲۹٫۰۲۲  | ۸          |
| ۱۰                  | ۴      | لاندو نوریس       | مک‌لارن-رنو                   | ۱:۲۹٫۳۸۱  | ۱:۲۹٫۲۵۸  | ۱:۲۹٫۰۴۳  | ۹          |
| ۱۱                  | ۳      | دنیل ریکاردو      | رنو                          | ۱:۲۹٫۸۵۹  | ۱:۲۹٫۴۸۸  | ن/م       | ۱۰         |
| ۱۲                  | ۲۳     | الکساندر آلبون    | اسکودریا تورو روسو-هوندا     | ۱:۲۹٫۵۱۴  | ۱:۲۹٫۵۱۳  | ن/م       | ۱۲         |
| ۱۳                  | ۱۰     | ویر گسلی          | رد بول ریسینگ-هوندا          | ۱:۲۹٫۹۰۰  | ۱:۲۹٫۵۲۶  | ن/م       | ۱۳         |
| ۱۴                  | ۱۱     | سرجیو پرز         | ریسینگ پوینت-بی‌دبلیوتی مرسدس | ۱:۲۹٫۸۹۳  | ۱:۲۹٫۷۵۶  | ن/م       | ۱۴         |
| ۱۵                  | ۲۶     | دانیل کویات       |                              | ۱:۲۹٫۸۷۶  | ۱:۲۹٫۸۵۴  | ن/م       | ۱۵         |
| ۱۶                  | ۹۹     | آنتونیو جوویناتزی | آلفا رومئو ریسینگ-فراری      | ۱:۳۰٫۰۲۶  | ن/م       | ن/م       | ۱۶         |
| ۱۷                  | ۲۷     | نیکو هولکنبرگ     | رنو                          | ۱:۳۰٫۰۳۴  | ن/م       | ن/م       | ۱۷         |
| ۱۸                  | ۱۸     | لانس استرول       | ریسینگ پوینت-بی‌دبلیوتی مرسدس | ۱:۳۰٫۲۱۷  | ن/م       | ن/م       | ۱۸         |
| ۱۹                  | ۶۳     | جورج راسل         | ویلیامز-مرسدس                | ۱:۳۱٫۷۵۹  | ن/م       | ن/م       | ۱۹         |
| ۲۰                  | ۸۸     | رابرت کوبیکا      | ویلیامز-مرسدس                | ۱:۳۱٫۷۹۹  | ن/م       | ن/م       | ۲۰         |
| زمان ۱۰۷٪: ۱:۳۴٫۶۸۹ |        |                   |                              |           |           |           |            |
| منبع:               |        |                   |                              |           |           |           |            |

یادداشت‌ها
- ^  – رومن گروژان به‌دلیل سد کردن راه لاندو نوریس در مرحله تعیین خط، سه رده پنالتی دریافت کرد.[۱۶]

## مسابقه

### رده‌بندی مسابقه
| جایگاه                                               | شماره. | راننده            | سازنده                       | دورها | زمان/بازنشست   | رده شروع | امتیاز |
| ---------------------------------------------------- | ------ | ----------------- | ---------------------------- | ----- | -------------- | -------- | ------ |
| ۱                                                    | ۴۴     | لوئیس همیلتون     | مرسدس                        | ۵۷    | ۱:۳۴:۲۱٫۲۹۵    | ۳        | ۲۵     |
| ۲                                                    | ۷۷     | والتری بوتاس      | مرسدس                        | ۵۷    | +۲٫۹۸۰         | ۴        | ۱۸     |
| ۳                                                    | ۱۶     | شارل لکلرک        | فراری                        | ۵۷    | +۶٫۱۳۱         | ۱        | ۱۶۱    |
| ۴                                                    | ۳۳     | مکس فرستاپن       | رد بول ریسینگ-هوندا          | ۵۷    | +۶٫۴۰۸         | ۵        | ۱۲     |
| ۵                                                    | ۵      | سباستین فتل       | فراری                        | ۵۷    | +۳۶٫۰۶۸        | ۲        | ۱۰     |
| ۶                                                    | ۴      | لاندو نوریس       | مک‌لارن-رنو                   | ۵۷    | +۴۵٫۷۵۴        | ۹        | ۸      |
| ۷                                                    | ۷      | کیمی رایکونن      | آلفا رومئو ریسینگ-فراری      | ۵۷    | +۴۷٫۴۷۰        | ۸        | ۶      |
| ۸                                                    | ۱۰     | پیر گاسلی         | رد بول ریسینگ-هوندا          | ۵۷    | +۵۸٫۰۹۴        | ۱۳       | ۴      |
| ۹                                                    | ۲۳     | الکساندر آلبون    | اسکودریا تورو روسو-هوندا     | ۵۷    | +۱:۰۲٫۶۹۷      | ۱۲       | ۲      |
| ۱۰                                                   | ۱۱     | سرجیو پرز         | ریسینگ پوینت-بی‌دبلیوتی مرسدس | ۵۷    | +۱:۰۳٫۶۹۶      | ۱۴       | ۱      |
| ۱۱                                                   | ۹۹     | آنتونیو جوویناتزی | آلفا رومئو ریسینگ-فراری      | ۵۷    | +۱:۰۴٫۵۹۹      | ۱۶       |        |
| ۱۲                                                   | ۲۶     | دانیل کویات       | اسکودریا تورو روسو-هوندا     | ۵۶    | +۱ دور         | ۱۵       |        |
| ۱۳                                                   | ۲۰     | کوین مگنوسن       | هاس-فراری                    | ۵۶    | +۱ دور         | ۶        |        |
| ۱۴                                                   | ۱۸     | لانس استرول       | ریسینگ پوینت-بی‌دبلیوتی مرسدس | ۵۶    | +۱ دور         | ۱۸       |        |
| ۱۵                                                   | ۶۳     | جورج راسل         | ویلیامز-مرسدس                | ۵۶    | +۱ دور         | ۱۹       |        |
| ۱۶                                                   | ۸۸     | رابرت کوبیکا      | ویلیامز-مرسدس                | ۵۵    | +۲ دور         | ۲۰       |        |
| ۱۷۲                                                  | ۲۷     | نیکو هولکنبرگ     | رنو                          | ۵۳    | پیشرانه        | ۱۷       |        |
| ۱۸۲                                                  | ۳      | دنیل ریکاردو      | رنو                          | ۵۳    | فقدان قدرت     | ۱۰       |        |
| ۱۹۲                                                  | ۵۵     | کارلوس ساینز      | مک‌لارن-رنو                   | ۵۳    | جعبه‌دنده       | ۷        |        |
| ب.                                                   | ۸      | رومن گروژان       | هاس-فراری                    | ۱۶    | صدمه از برخورد | ۱۱       |        |
| سریع‌ترین دور: شارل لکلرک (فراری) – ۱:۳۳٫۴۱۱ (دور ۳۸) |        |                   |                              |       |                |          |        |
| منبع:                                                |        |                   |                              |       |                |          |        |

یادداشت‌ها
- ^  – شامل یک امتیاز اضافه برای ثبت سریع‌ترین دور.
- ^  – از آنجا که نیکو هولکنبرگ، دنیل ریکاردو و کارلوس ساینز بیشتر از ۹۰٪ از مسافت کل مسابقه را طی کرده‌اند، در رده‌بندی قرار گرفته‌اند.

## رده‌بندی قهرمانی پس از مسابقه
|       | جایگاه | راننده        | امتیاز |
| ----- | ------ | ------------- | ------ |
|       | 1      | والتری بوتاس  | ۴۴     |
|       | ۲      | لوئیس همیلتون | ۴۳     |
|       | ۳      | مکس فرستاپن   | ۲۷     |
| ۱     | ۴      | شارل لکلرک    | ۲۶     |
| ۱     | ۵      | سباستین فتل   | ۲۲     |
| منبع: |        |               |        |

|       | جایگاه | سازنده                  | امتیاز |
| ----- | ------ | ----------------------- | ------ |
|       | ۱      | مرسدس                   | ۸۷     |
|       | ۲      | فراری                   | ۴۸     |
|       | ۳      | رد بول ریسینگ-هوندا     | ۳۱     |
| ۲     | ۴      | آلفا رومئو ریسینگ-فراری | ۱۰     |
| ۴     | ۵      | مک‌لارن-رنو              | ۸      |
| منبع: |        |                         |        |

- یادداشت: تنها پنج جایگاه نخست از هر رده‌بندی نمایش داده شده‌است.